# Ilie Năstase
Ilie Năstase (Bucareste, 19 de julho de 1946) é um ex-tenista profissional romeno e um dos mais importantes jogadores dos anos 70, tendo sido número um do mundo em 1973. Ele venceu 2 Grand Slams (US Open 1972 e Roland Garros 1973) e 4 Masters (1971, 1972, 1973, 1975). Foi ainda vice-campeão por 3 vezes de Grand Slams (Roland Garros 1971 e Wimbledon 1972 e 1976). Ganhou também 3 Grand Slams jogando duplas (Roland Garros 1970, Wimbledon 1973 e US Open 1975). Encerrou a carreira em 1985.
Possui o recorde de maior quantidade de jogos de cinco sets vencidos: 42.
Năstase é membro do International Tennis Hall of Fame desde 1991.

## Finais de torneios principais

### Finais de torneios do Grand Slam

#### Simples: 5 (2–3)
| Resultado | Ano  | Campeonato    | Piso   | Oponente     | Placar                       |
| --------- | ---- | ------------- | ------ | ------------ | ---------------------------- |
| Vice      | 1971 | Roland Garros | Saibro | Jan Kodeš    | 6–8, 2–6, 6–2, 5–7           |
| Vice      | 1972 | Wimbledon     | Grama  | Stan Smith   | 6–4, 3–6, 3–6, 6–4, 5–7      |
| Campeão   | 1972 | US Open       | Grama  | Arthur Ashe  | 3–6, 6–3, 6–7(1:5), 6–4, 6–3 |
| Campeão   | 1973 | Roland Garros | Saibro | Nikola Pilić | 6–3, 6–3, 6–0                |
| Vice      | 1976 | Wimbledon (2) | Grama  | Björn Borg   | 4–6, 2–6, 7–9                |

#### Duplas: 5 (3–2)
| Resultado | Ano  | Campeonato    | Piso   | Parceiro      | Oponentes                     | Placar                     |
| --------- | ---- | ------------- | ------ | ------------- | ----------------------------- | -------------------------- |
| Vice      | 1966 | Roland Garros | Saibro | Ion Țiriac    | Clark Graebner Dennis Ralston | 3–6, 3–6, 0–6              |
| Campeão   | 1970 | Roland Garros | Saibro | Ion Țiriac    | Arthur Ashe Charlie Pasarell  | 6–2, 6–4, 6–3              |
| Vice      | 1973 | Roland Garros | Saibro | Jimmy Connors | John Newcombe Tom Okker       | 1–6, 6–3, 3–6, 7–5, 4–6    |
| Campeão   | 1973 | Wimbledon     | Grama  | Jimmy Connors | John Cooper Neale Fraser      | 3–6, 6–3, 6–4, 8–9(3), 6–1 |
| Campeão   | 1975 | US Open       | Saibro | Jimmy Connors | Tom Okker Marty Riessen       | 6–4, 7–6                   |

#### Duplas Mistas: 3 (2–1)
| Resultado | Ano  | Campeonato | Piso  | Parceira        | Oponentes                           | Placar        |
| --------- | ---- | ---------- | ----- | --------------- | ----------------------------------- | ------------- |
| Campeão   | 1970 | Wimbledon  | Grama | Rosemary Casals | Olga Morozova Alex Metreveli        | 6–3, 4–6, 9–7 |
| Campeão   | 1972 | Wimbledon  | Grama | Rosemary Casals | Evonne Goolagong Cawley Kim Warwick | 6–4, 6–4      |
| Vice      | 1972 | US Open    | Grass | Rosemary Casals | Margaret Court Marty Riessen        | 3–6, 5–7      |

### ATP Finals

#### Simples: 5 (4–1)
| Resultado | Ano  | Campeonato | Piso     | Oponente        | Placar                     |
| --------- | ---- | ---------- | -------- | --------------- | -------------------------- |
| Campeão   | 1971 | Paris      | Duro (i) | Stan Smith      | 5–7, 7–6(4), 6–3           |
| Campeão   | 1972 | Barcelona  | Duro (i) | Stan Smith      | 6–3, 6–2, 3–6, 2–6, 6–3    |
| Campeão   | 1973 | Boston     | Carpet   | Tom Okker       | 6–3, 7–5, 4–6, 6–3         |
| Vice      | 1974 | Melbourne  | Grama    | Guillermo Vilas | 6–7(6), 2–6, 6–3, 6–3, 4–6 |
| Campeão   | 1975 | Estocolmo  | Carpete  | Björn Borg      | 6–2, 6–2, 6–1              |